# Patrullas de Control
Las Patrullas de Control del Comité Central de Milicias Antifascistas de Cataluña fueron un organismo para-policial formado como fuerza de orden público, en sustitución de las fuerzas policiales oficiales, que habían perdido la credibilidad tras el Golpe de Estado en España de julio de 1936. En la situación revolucionaria en que se encontraba Barcelona, cualquier acción armada de la Guardia de Asalto o de la Guardia Civil durante aquellos días habría sido vista como un acto contra-revolucionario. En cada barrio de Barcelona, y en muchos pueblos, se crearon comités que gestionaban sus propias milicias locales, y que incluso se coordinaban para ir al Frente. El número de personas armadas de Barcelona era tan grande que ni siquiera las organizaciones obreras o republicanas podían saber cuántas había. En el asalto al Cuartel de San Andrés se habían tomado 30.000 fusiles que ahora estaban por toda la ciudad.
Entre el 21 de julio y mediados de agosto de 1936 se constituyen las Patrullas de Control como "policía revolucionaria" dependiente del Comité Central de Milicias Antifascistas (CCMA). La mitad aproximada de los 700 patrulleros tenía carnet de la Confederación Nacional del Trabajo, o eran de la Federación Anarquista Ibérica; la otra mitad estaba afiliada al resto de organizaciones componentes del CCMA: POUM, Esquerra Republicana de Cataluña (ERC) y PSUC, fundamentalmente. Sólo cuatro delegados de sección, sobre los once existentes, eran de la CNT: los de Pueblo Nuevo, Sants, San Andrés (Armonía) y Clot; otros cuatro eran de ERC y tres del PSUC. Las Patrullas de Control dependían del Comité de Investigación del CCMA, dirigido por Aurelio Fernández (FAI) y Salvador González Albadalejo (PSUC).

## Ámbito de acción
Este cuerpo policial revolucionario actuaba de forma paralela a la Jefatura de Policía bajo la dirección de la Junta de Seguridad del Comité (del CCMA). Las patrullas eran coordinadas desde una Secretaría General, ubicada en la Gran Vía de las Cortes Catalanas 617 de Barcelona. La estructura estaba dividida en once secciones territoriales, además de las patrullas del puerto, ferroviarias. Los servicios de investigación de la CNT-FAI funcionaban al margen. Cada sección tenía un calabozo para los detenidos y un delegado. El principal centro detención se encontraba en la ex-convento de San Elías, al pie del Tibidabo. El control de las secciones se repartió entre varios partidos con representación en el Comité. La CNT-FAI tenía el control de la Secretaría General y la mayoría de secciones.
Su ámbito de actuación eran los distritos de Barcelona, que en estos momentos (agosto de 1936) está viviendo una oleada revolucionaria y de violencia. Se están produciendo numerosos asesinatos y crímenes. Incluso la FAI saca un documento fechado el 30 de julio en el que se desmarca de los desmanes:

Como apéndice del Comité de Milicias antifascistas funciona una Comisión de Investigación, que cuidará de comprobar todas las denuncias que se hacen acerca de las actividades de los elementos comprometidos en el pasado movimiento fascista. Esta comisión es la única, aparte la Jefatura superior de Policía, que, desde este momento, tiene derecho a ordenar y efectuar registros domiciliarios. CUANTO SE HAGA AL MARGEN DE ELLA SERÁ UN ATROPELLO. Y la FAI está dispuesta a acabar con esos grupos de inconscientes, fuera del control de nuestra Organización, que quién sabe con qué fines deshonran el movimiento revolucionario del pueblo, levantado en armas contra el fascismo. No sabemos de qué elementos se trata, pero afirmamos con energía, fueran quienes fueren, sus actos les denuncian, en el mejor de los casos, como almas turbias, en las que el instinto justiciero del pueblo se adultera, despertando voces primitivas anidadas en los más obscuro de su conciencia.
Solidaridad Obrera y Boletín de Información, entre otros. Reproducido en PEIRATS, José: La CNT en la revolución española. (Tres tomos) Ruedo Ibérico, París, 1971, tomo 1 pp. 174-175.

En concreto, las Patrullas se dividían en secciones:
- Primera, o Casco Viejo, en la calle Ancha 31, delegado Miguel Lastre (UGT). Contaba con 58 patrulleros: 30 de CNT, 15 de ERC, 10 de UGT y 3 del POUM.
- Segunda, en el cruce de Aragón-Muntaner (Aragón 182). Delegado José Costa (ERC). Tenía 48 patrulleros: 20 de CNT, 15 de ERC, 10 de UGT y 3 del POUM.
- Tercera, Estación del Norte-Barceloneta. Delegado Bac de Roda (ERC), con 58 patrulleros: 30 de CNT, 15 de ERC, 10 de UGT y 3 del POUM.
- Cuarta, comprendía los barrios obreros de Poble Sec y Casa Antúnez (Can Tunis). El delegado era José Baqué (UGT). Estaba formada por 51 patrulleros: 28 de CNT, 10 de ERC, 10 de UGT y 3 del POUM.
- Quinta, de los barrios obreros de Sants y Hostafrancs, en el Orfeó de Sants, en la calle Galileo número 9; su delegado era “Mario”, por la CNT. Constituida por 53 patrulleros: 25 de CNT, 15 de ERC, 10 de UGT y 3 del POUM.
- Sexta: los barrios de clase alta de Bonanova y Pedralbes, en Paseo de la Bonanova 43. Su delegado era Labré, de UGT. Tenía 58 patrulleros, de los cuales 25 de CNT, 15 de ERC, 15 de UGT y 3 del POUM.
- Séptima: Gracia y San Gervasio, en la calle Balmes 291. Su delegado era Pedro R. Soler (ERC). Contaba con 64 patrulleros: 30 de CNT, 15 de ERC, 15 de UGT y 4 del POUM.
- Octava: en el barrio obrero de El Clot y en el barrio de El Poblet. En la calle Xifré, 25. El delegado era Oliver (CNT). Contabilizaba 63 patrulleros: 30 de la CNT, 15 de ERC, 15 de UGT y 3 del POUM.
- Novena: en Horta-Carmelo-Guinardó. Su sede estaba en el Paseo Maragall, 192. Su delegado era Pere Portabella (ERC) y tenía un total de 60 patrulleros: 25 cenetistas, 15 de UGT y ERC respectivamente, y 5 del POUM.
- Décima: en el barrio obrero de San Andrés (calle San Andrés, 52) y su delegado se llamaba Pérez (CNT). Contaba con 62 patrulleros: 27 de CNT, 20 de ERC, 10 de UGT y 5 del POUM.
- Undécima: en el Ateneo Colón, en la calle Pedro IV, número 166, en el barrio obrero de Pueblo Nuevo. El delegado era Antonio López (CNT). Compartían su sede con las Patrullas de San Adrián del Besós. Tenía un total de 65: 30 de CNT, 20 de ERC, 10 de UGT y 5 del POUM.

Los patrulleros de la Central, sita entonces en la Escuela Náutica de la Plaza Palacio, contabilizaban a 60 patrulleros: 25 de CNT, 15 de ERC, 15 de UGT y 5 del POUM.
El número de milicianos era 700, a los que hay que añadir 11 delegados de sección. La CNT a pesar de tener la mitad de patrulleros (325 sobre 700), sólo tiene 4 delegados del total de 11 (Pueblo Nuevo, Clot, San Andrés y Sants).

## Represión violenta
Las Patrullas fueron obra del Comité Central de Milicias Antifascistas de Cataluña, y fueron impulsadas por la CNT y la FAI, y luego apoyadas por el resto de organizaciones del Frente Popular para acabar con el caos violento en que se encontraba Barcelona. En principio se trataba de acabar con los focos de partidarios de la sublevación militar emboscados que de vez en cuando disparaban desde los balcones y terrados de la ciudad. Pero paulatinamente se fueron utilizando para contener la violencia revolucionaria de los distintos comités de barrio y de los sindicatos. En estos primeros meses existían milicias propias de cada organización política o sindicato.
Sin embargo, los historiadores más críticos con el bando republicano consideran que las Patrullas se dedicaron a perpetrar asesinatos del modo más arbitrario, siendo militares, empresarios y sacerdotes sus principales víctimas. Los detenidos eran conducidos a checas en las que eran torturados y, finalmente, ejecutados tras ser conducidos a un lugar aislado; el eufemísticamente denominado paseo. Las Patrullas de Control tuvieron un papel relevante durante eventos como la persecución a los maristas en Barcelona en 1936, siendo ejecutadas 172 personas durante los meses de julio a octubre de ese año.
Las voces críticas contra las Patrullas de Control aumentaron a medida que la Generalidad y el PSUC tomaban una mayor posición de control sobre los anarquistas. A menudo se equiparaba interesadamente las Patrullas con los grupos armados de la CNT y la FAI. Esto se debía a su predominio en esta policía. No ocurría lo mismo en Valencia con la Guardia Republicana Antifascista (GPA) ni cuando en Madrid se fundó la Guardia Nacional Republicana (a partir de la guardia civil). En estos casos era una policía republicana de predominio socialista. En Barcelona la Guardia Civil permaneció varios meses acuartelada y la Guardia de Asalto a pesar de estar en la calle, apenas sirvió como policía de los republicanos.

## Presión de los partidos republicanos
El Comité Central de Milicias Antifascistas se termina disolviendo en septiembre de 1936, cuando la CNT decide entrar en el gobierno de la Generalidad, el 27 de septiembre de 1936. Será el primer gobierno en el que participen los anarquistas. El gobierno -llamado al principio Consejo de la Generalidad de Catalunya- es presidido por Josep Tarradellas. Tarradellas además tomaría el cargo de finanzas. Para gestionar el orden público se crea una Junta de Seguridad Interior presidida por el nuevo consejero de seguridad interior Artemi Aiguader i Miró, de ERC.
La Junta se crea el 5 de octubre. Además de Aiguader, que es quien la preside, participan Miquel Guinart y Joan Pons Garlandí, por ERC; Vicente Gil Mata y Dionisio Eroles por CNT; Rafael Vidiella Franch y Joaquín Olaso por el PSUC; Josep Coll por el POUM; Cristóbal Rebull por la Unió de Rabassaires y Aurelio Fernández, de la CNT, como secretario general de la Junta. Como ayudantes técnicos asistían el comisario general de orden público, el director de administración local y el jefe de servicios centrales del departamento de seguridad. Inmediatamente se plantea en el seno de la Junta la pugna de poderes entre la CNT, que pretendía que fuese una entidad independiente del gobierno, y ERC y PSUC, que pretendían que la Junta fuese un anexo del consejero de seguridad interior.
El 24 de octubre de 1936 la Junta de seguridad interior aprobó una orden según la cual las Patrullas debían tener un agente de enlace con la Jefatura de Policía. José Asens, de CNT, asumió este cargo y desde entonces todos los registros y detenciones fueron autorizados y documentados oficialmente por él o por su secretario, Gutiérrez. Salvador González Albadalejo representante de la UGT en el Comité, fue encargado de inspeccionar las actividades de todas las secciones de Patrullas. A partir de noviembre del 1936 las acciones violentas de las patrullas fueron más limitadas. Durante la primera mitad del 1937 es difícil discernir las acusaciones lícitas de abusos de la contra-propaganda proveniente, sobre todo, de los comunistas.
El 17 de diciembre de 1936, se produjo un cambio en el gobierno de la Generalidad, conocido como el segundo Gobierno Tarradellas. El consejero de seguridad interior siguió siendo Artemi Aiguader. Dada la preponderancia de los militantes de CNT en las patrullas, los partidos ERC y PSUC constantemente se quejaban del estado lamentable de la seguridad interior en Cataluña. Los patrulleros aparecían como incapaces para mantener el orden público. Los continuos roces políticos entre los partidos se trasladaban también a las sesiones de la Junta de seguridad.  Eusebio Rodríguez Salas fue nombrado Comisario General de Orden Público. Fue en estos días cuando comienza a tener lugar una "guerra del pan" entre la consejería de Abastos, dirigida por Comorera, contra los comités de abasto de barriada, que controlaban hasta entonces el abastecimiento de alimentos en los barrios. La manera en que se gestionaban los abastos de Barcelona era en la práctica una lucha política encubierta entre Generalidad y comités de barrio, que eran los organismos creados por la revolución de julio de 1936. La tensión producía enfrentamientos, y a la vez, represión, venganzas y ajustes de cuentas que crispaban el ambiente, en medio de los padecimientos causados por la guerra. Para frenar esta violencia se decidió aumentar el número de patrulleros en Barcelona a 1.500, cifra que nunca llegó a cumplirse.
El 25 de enero de 1937 se produjeron los sucesos de La Fatarella (provincia de Tarragona). Se trataba de unos hechos que superaron el ámbito local, produciéndose enfrentamientos entre las distintas corrientes políticas de varios pueblos y de Barcelona. Una disputa por unas tierras en el pueblo entre colectivistas y anti-colectivistas desembocó en un tiroteo con el resultado de un patrullero muerto de la CNT. Este hecho provocó que pronto acudieran otros patrulleros y voluntarios compañeros del muerto desde Flix y Mora de Ebro, que fueron repelidos. Pidieron auxilio a Barcelona que enviaron un camión de guardias de asalto que también fue repelido. Pero entonces llegó la noticia al barrio de Pueblo Nuevo, de Barcelona, de donde era el fallecido, y salieron unos 60 hombres para La Fatarella. Tomaron el pueblo rápidamente y la represión fue brutal: entre 50 y 60 muertos fusilados y otros 70 detenidos.
Estos hechos fueron la gota que colmó el vaso para que la UGT abandonara la organización de las Patrullas. El malestar era creciente, las críticas en los periódicos del PSUC, de ERC y de la UGT eran constantes, y coincidía con la actitud de indisciplina de los patrulleros de la UGT que llevaban desde hacía algunas semanas dado que su partido, el PSUC, ya había decidido acabar con las Patrullas y dar fuerzas a un consejo único de seguridad en manos del gobierno de la Generalidad. El 29 de enero, en la reunión de las Patrullas de control, se decide sustituir a los patrulleros ugetistas por miembros de otras fuerzas.
Durante los meses de enero y febrero se estuvo discutiendo sobre una reorganización del orden público en Cataluña. Había miles de guardias de asalto y guardias civiles acuartelados, que eran vistos por los revolucionarios como una amenaza a la revolución. Pero a la vez eran vistos por los republicanos y comunistas como una manera de disputarle el poder a los anarquistas que dominaban la calle, y las Patrullas. El 15 de febrero tiene lugar la última reunión de la Junta de Seguridad Interior, siendo desplazada pronto por una nueva junta de orden público. Este desplazamiento se hizo con el consentimiento tácito de los comités superiores de la CNT catalana.
El 4 de marzo de 1937 se creaba por decreto el Cuerpo de Seguridad Interior y se disolvían las patrullas. El cuerpo estaba fundamentado en las fuerzas de asalto, que estaban a las órdenes de la Generalidad, y de la "Guardia Nacional Republicana" (nombre bajo el cual se conocía entonces a la Guardia Civil), que dependía del gobierno central. Como medida de seguridad en este cuerpo a sus miembros no les estaba permitido estar afiliados a ningún sindicato o partido político. Esta ordenanza era la medida que trataba de acabar con la influencia de las Patrullas de Control en las calles de Barcelona. Al mismo tiempo, mediante otros decretos por los que se disolvían los consejos de defensa de los ayuntamientos, se disponía la retirada de las milicias de las fronteras. Se trataba de una medida destinada a terminar con la revolución, de la que las Patrullas eran una parte esencial. De todas formas éstas ignoraron la orden de su disolución y siguieron armadas hasta junio de 1937.
El 25 de marzo de 1937 Josep Tarradellas, consejero en funciones de Seguridad Interior, ordenó el traslado a la Comisaría General de Orden Público de la Generalidad de los detenidos en el exmonasterio de San Elías y las otras secciones controladas por las Patrullas. El control directo de la Generalidad seguía aumentando. Los Sucesos de Mayo pusieron de manifiesto la ofensiva de la Generalidad, con el apoyo de milicianos del PSUC, de la UGT y de Estat Català, contra milicianos de la CNT-FAI y el POUM.

## Disolución
Como se ha dicho, los sucesos de mayo marcaron el fin de las patrullas, dado que eran parte del orden revolucionario imperante en Barcelona desde los primeros días de la guerra, que había sido derrotado políticamente en mayo. Algunas patrullas se pusieron del lado revolucionario con los comités de defensa de la CNT, las Juventudes Libertarias, los "Amigos de Durruti" y los grupos armados del POUM.
El 4 de junio de 1937 se publicó la orden de disolución definitiva y de entrega de todo el armamento y placas de identificación de las patrullas. Muchos de sus miembros pasaron a la clandestinidad o marcharon al frente para evitar represalias. El 9 de junio de 1937 José Asens entregó las llaves de la Secretaría General de Patrullas de Control y el resto de cuarteles.
El rol de las Patrullas fue asumido por el Servicio de Información Militar (SIM) de la República. El SIM reutilizó la mayoría de centros de detención y puso en práctica métodos de represión más sistemáticos y brutales, no sólo contra la denominada Quinta columna sino también y sobre todo contra militantes del POUM y los propios anarquistas.